# Jonathan Sagall
Jonathan Sagall (en hébreu יהונתן סגל ; né le 23 avril 1959 à Toronto) est un acteur israélo-canadien.

## Biographie
Sagall a déménagé en Israël à l'âge de onze ans. Il a grandi à Haïfa. Il apprend le théâtre à la Guildhall School of Music and Drama.
Il est connu pour son rôle dans le film Juke Box et a joué Poldek Pfefferberg dans la film La Liste de Schindler.
Il crée, réalise et joue dans le film Sensation urbaine, qui a été nommé pour un prix au Festival de Berlin.

## Filmographie

### Comme acteur
- 1978 : Juke Box
- 1982 : Nagu'a
- 1993 : La Liste de Schindler
- 1999 : Sensation urbaine

### Comme réalisateur
- 1999 : Sensation urbaine
- 2011 : Lipstikka